# Pierre Bernard Palassou
Pierre Bernard Palassou (* 9. Juni 1745 in Oloron-Sainte-Marie; † 9. April 1830 in Ogenne-Camptort, Kanton Le Cœur de Béarn) war ein französischer Mineraloge und Geologe. Er war der erste Geologe, der die Pyrenäen erforschte.

## Leben
Er studierte zunächst Theologie, blieb aber Abbé ohne Tonsur und hielt sich 1766 bis 1788 meist in Paris auf, wo er in wissenschaftlichen Kreisen verkehrte. Er war ein Freund von Antoine Laurent de Lavoisier und stand mit dem Geologen Jean-Étienne Guettard in Kontakt. Ab 1774 befasste er sich mit der Erforschung der Geologie der Pyrenäen, was er in zwei Büchern 1781 und 1784 veröffentlichte. 1788 kehrte er in seine Heimat, das Béarn, zurück und lebte während der Revolution in Pau oder auf seinem Gut in Ogenne-Camptort. Lokal genoss er als Wissenschaftler zwar Ansehen, war aber finanziell in Not. Ab 1815 publizierte er weitere Arbeiten über die Pyrenäen.
Er erkannte einen regulären Aufbau der Pyrenäen aus Sedimenten (Kalkstein-Schichten, die sich mit Schiefern abwechseln und WNW-OSO streichen) und einem Granit-Grundkörper aufliegen. Nach ihm sind der alpinen Molasse ähnliche tertiäre Sediment-Schichten in den Pyrenäen benannt (Poudingues de Palassou).
1781 wurde er korrespondierendes Mitglied der Académie des sciences.

## Schriften
- Essai sur la mineralogie des Monts-Pyrénées, 2 Bände, Paris 1781, 1784